# بيتر سوينيرتون داير
كان السير هنري بيتر فرانسيس سوينيرتون داير، البارون السادس عشر، KBE FRS ‏(2 أغسطس 1927 - 26 ديسمبر 2018) عالم رياضيات إنجليزي متخصص في نظرية الأعداد في جامعة كامبريدج. بصفته عالم رياضيات، اشتهر بدوره في حدسية بريتش وسوينرتون-داير المتعلق بالخصائص الجبرية للمنحنيات الإهليلجية بالقيم الخاصة للدالة اللامية، والتي تم تطويرها مع برايان بيرش خلال النصف الأول من الستينيات بمساعدة الآلات الحسابية، وعمله على نظام التشغيل تيتان.